# Jazzblues
Jazzblues of simpelweg Blues is een muziekstijl die duidelijk een oorsprong heeft in de jazz, maar die de pentatonische tonenladder die normaal in jazz aangetroffen wordt met de blue notes verrijken. 
Blue notes zijn uitbreidingen op vijftonige-tonenladder die door hun kleurklank blues genoemd worden.
Er zijn dus boven op de normale (bijna altijd in de oorspronkelijke Afrikaanse muziek en dus ook vooral in de New Orleans jazz voorkomende) pentatonische toonladder 2 extra tonen die de Blues genoemd worden.